# Rottenbuch
Rottenbuch település Németországban, azon belül Bajorországban. Lakosainak száma 1817 fő (2023. december 31.). Rottenbuch Peiting és Steingaden községekkel határos.

## Népesség
A település népessége az elmúlt években az alábbi módon változott:
| Lakosok száma | 758  | 1317 | 1369 | 1551 | 1707 | 1693 | 1801 | 1810 | 1809 | 1817 |
|               | 1875 | 1950 | 1975 | 1987 | 2012 | 2014 | 2016 | 2017 | 2021 | 2023 |